# 渋谷系女子プロレス
『渋谷系女子プロレス』（しぶやけいじょしプロレス）はテレビ朝日で2001年7月5日から同年12月20日まで毎週木曜日27:14 - 27:44に放送されたテレビドラマ。全22話。通称“渋女”（SHIBUJO）。

## 概要
前番組『G-taste』の流れを引き継ぐ、アイドルたちが主演のドラマシリーズ。本放送に先駆け同年6月9日と6月30日深夜にナビ特番が放送された。2001年11月21日には、劇中のプロレス団体「渋谷系女子プロレス」の旗揚げ興行をディファ有明で開催。事前募集した観客を入れた公開収録形式で、実際に出演者たちが全8試合を行った。この模様はドラマ本編で使用された。
メディアミックス展開として、ドラマと同時進行で写真集やビデオ、DVD、トレカなどを発売。さらに出演アイドル12名からなるユニット“Girls’Fantasy”を結成し、番組主題歌でCDデビューを果たした。
市川由衣のドラマデビュー作品。

## あらすじ
～1%の真実と99%のファンタジー～
10代の美少女たちが集まって結成した「渋谷系女子プロレス」の、結成からデビュー戦までの道のりを描く。プロレスをテーマにしたテレビドラマということで、出演者が実際にプロレスの試合を行うシーンがあった。

## キャスト
渋女メンバー
- 麻弥：宮本麻弥
- 友紀：浅香友紀
- 由衣：市川由衣
- さやか：森本さやか
- 真喜子：藤井真喜子
- なつみ：亀井なつみ
- 友里恵：田代友里恵
- 優子：西村優子
- 真由美：桜井真由美
- アキ：aki
- しずく：小島しずく
- 衣李紗：高田衣李紗

その他
- 伊達エリカ：工藤めぐみ
- 大河内浩
- 綾乃：雨宮るみ子 - 麻弥の母。

ゲスト
- 本人：アブドーラ・ザ・ブッチャー - 第2話。
- 咲山ひとみ：榎本加奈子 - 人気歌手。さやかの姉分。第4,5,20話。
- 島田テツオ：上地雄輔 - なつみの彼氏。第7話。
- ケン：坂口憲二 - 友紀のアメリカの幼なじみ。第9話。
- 宇治：安生洋二 - オカママフィア。第11,16,17話。
- シャーク瀬能：井上貴子 - 地下プロレスの女王。友紀の仇敵。第13-15,17-19 ,21,22話。
- ジョーカー：井上京子 - 地下プロレスラー。第16,18-20,22話。
- リングアナウンサー：ケイ・グラント -  第19-22話。
- 実況：古澤琢（テレビ朝日アナウンサー） -  第19-22話。
- 白鳥智香子 - 特別番組出演（6月9日）。
- 鳥海汐里

## テーマ曲
オープニング&エンディングテーマ
- Girls’Fantasy
  - 「YA-YA-YA」 - 第1〜10話。ZOOの「YA-YA-YA」ユーロビート・ヴァージョン。
  - 「Dream rush」 - 第11〜22話。

## スタッフ
- 演出：小松伸一（ケーテン）、纐纈勇人
- 脚本：成田はじめ、三木聡
- 音楽協力：テレビ朝日ミュージック
- プロデューサー：河野勝
- 制作：テレビ朝日、渋谷系女子プロレス製作委員会

## リリース作品
VHS / DVD
- 渋谷系女子プロレス VOLUME1〜13（2001年11月 - 2002年8月、ケイエスエス） - 第1〜11巻は本編収録（各2話）。第12,13巻はそれぞれ特別番組を収録。

写真集
- SHIBUJ0 1 結成編（2001年11月15日、ケイエスエス） - メイキング写真集。全メンバー12人を収録。撮影：伊藤郁。

CD
- Girls’Fantasy「Dream rush」（2001年10月3日、avex trax） - OP&EDテーマ曲、各カラオケの全4曲。
- 渋谷系女子プロレス（2001年11月14日、avex trax） - オリジナル・サウンド・トラック。12人それぞれのテーマ曲に加えて番組のOP&ED曲を収録。全14曲。

トレーディングカード
- KSS TRADING CARDS MuColle Vol.5 渋谷系女子プロレス 結成編（2002年3月28日、ケイエスエス） - 全90種。